# Stovepipe Wells
Stovepipe Wells ligt midden in Death Valley National Park in de Verenigde Staten van Amerika. Vlakbij liggen de beroemde zandduinen en de Mosaic Canyon.
Samen met Furnace Creek en Panamint Springs is het een van de drie mogelijkheden tot overnachten in Death Valley in een motel.